# سعید سیاح طاهری
سعید سیاح طاهری (۱۸ اسفند ۱۳۳۶ در آبادان - ۲۳ دی ۱۳۹۴ در سوریه) نظامی ایرانی و از فرماندهان جنگ ایران و عراق و فعال فرهنگی و اجتماعی بود، که در سال ۱۳۹۴ در منطقه خان طومان، در نزدیکی شهر حلب سوریه کشته شد.

## زندگی‌نامه
سیاح طاهری در سال ۱۳۳۶ در شهرستان آبادان زاده شد. دوران نوجوانی او مصادف با اوج‌گیری مبارزات مردم ایران علیه حکومت پهلوی بود. وی پس از انقلاب نیز در عرصه‌های مختلف دفاع از کشور، از جمله غائله ضدانقلاب در کردستان، خط التقاط و فتنه منافقین و بنی‌صدر مشارکتی فعال داشت.
سیاح طاهری بعد از تشکیل بسیج به فرمان خمینی، در زمان فرماندهی «حمید قبادی‌نیا» به عضویت بسیج آبادان درآمد و در آغاز جنگ تحمیلی، از آبادان دفاع کرد. وی در سال ۶۰ به عضویت سپاه آبادان درآمد و پس از قبادی‌نیا، فرماندهی سپاه آبادان را عهده‌دار شد، در آذر ماه سال ۶۰ نیز طی یک عملیاتی مجروح شد و یکی از انگشتان دستش را از دست داد، چندی بعد دوباره به جبهه آبادان بازگشت و همواره پرتلاش و در اغلب عملیات‌ها حضور مستمر داشت. وی در پنجم آذرماه سال ۶۵ در خلال عملیات کربلای ۵، دچار مجروحیت شدیدی شد که منجر به از دست دادن چشم راست و شنوایی گوش چپ شد، همچنین عصب دست چپ وی نیز در این عملیات منقطع شد.
پیش از آن نیز وی در عملیات‌های فتح المبین و آزادسازی خرمشهر حضور داشت.
وی پس از دوران جنگ عراق با درجه جانبازی ۷۰ درصد به کار خود پایان داد و وارد عرصه فعالیت‌های فرهنگی، هنری و اجتماعی شد. او با وجود هفتاد درصد جانبازی با توان و جدیت به فعالیت‌های فرهنگی پرداخت که برگزاری جشنواره‌های فیلم دفاع مقدس دانش آموزی در مناطق محروم و ساماندهی یادمان ۱۷۷ شهید گمنام گلزار شهدای آبادان، برگزاری مسابقات کتابخوانی دفاع مقدس نمونه ای از تلاشهای اوست.
با شروع جنگ سوریه، سعید به‌طور داوطلبانه برای حضور در این نبرد و آموزش نیروهای جوان سوری و لبنانی اعلام آمادگی کرد و موفق به اخذ اجازه جهت حضور در سوریه شد. وی در آنجا وارد تیپ سیدالشهدا شده و کار خود را با آموزش تخصصی موشک‌های هدایت شونده تاو، کورنت و مالیوتکا در رزم زمینی آغاز کرد.
وی همچنین در مقطعی آموزش موشکی نیروهای پاکستانی و افغانستانی واقع در منطقه حلب را برعهده داشت که در نهایت ظهر روز ۲۳ دی ماه ۱۳۹۴ در حالیکه جهت بازدید منطقه خان طومان به همراه جابر زهیری عازم شده بود با گلوله خمپاره معارضین سوری مورد هدف قرار گرفت و هردو کشته شدند.

## فعالیت‌ها

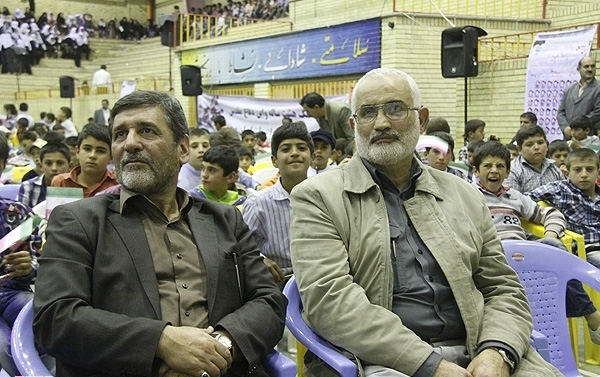
سعید سیاح طاهری و محمدحسین صفار هرندی در هفتمین جشنواره دانش‌آموزی فیلم دفاع مقدس، ۳۰ مهر ۱۳۹۱

- مؤسس جشنواره دانش آموزی فیلم دفاع مقدس[۷]
- راه اندازی جشنواره‌های دانشجویی فیلم دفاع مقدس[۸]
- برگزاری مسابقات کتاب‌خوانی کتاب دا، کوچه نقاش‌ها، دختر شینا، بابا نظر و… برای گروه‌های دانش آموزی، معلمان و کارکنان بیمارستان میلاد، مهمانداران هواپیما و همچنین در زندان ها[۹]
- پایه‌گذار حضور مددجویان زندانی در سفرهای راهیان نور[۱۰]

وی با هماهنگی ذوالقدر معاونت قوه قضاییه و بسط این روش به ندامتگاه‌های عمومی دیگر شهرها از جمله آبادان، اهواز، بوشهر، اوین، ندامتگاه زنان شهر ری و کلیه ندامتگاه‌های استان لرستان، تعدادی از مددجویان شرکت کننده در مسابقات را با اهداء مرخصی و عفو مشروط از زندان آزاد کرد.
در همین راستا و با پیگیری ایشان و همکارانشان و هنرمندانی همچون پرویز پرستویی و مساعدت ریاست قوه قضاییه، چند نفر از این مددجویان محکوم به اعدام، در آستانه اجرای حکم از اعدام رهایی یافتند.
- در جریان زلزله تبریز و ارسباران در سال ۱۳۹۱ وی جشنواره دانش آموزی فیلم دفاع مقدس را برگزار کرد. در این جشنواره حدود ۴۳ هزار نفر از بچه‌های کل مناطق زلزله‌زده شرکت کردند.[۱۱]
- حبیب احمدزاده به همراه کیومرث پوراحمد، پرویز پرستویی، مرتضی سرهنگی و سعید سیاح طاهری، از بانیان اولیهٔ جشنی به نام کشتی دوستی بودند که ۲ مهر ۱۳۸۹، در سی‌امین سالگرد جنگ ایران و عراق، با کمک هنرمندان سینمای ایران و مردم شهرهای آبادان و خرمشهر، با شرکت کودکان عراقی شهرهای بصره و فاو و کودکان ایرانی بر روی کشتی دوستی در رودخانه مرزی اروندرود (حد فاصل این چهار شهر و بهانه اصلی شروع جنگ توسط صدام) برگزار شد. این مراسم را مجری برنامه‌های کودک تلویزیون ایران عمو پورنگ اجرا کرد و گزارش آن از تلویزیون‌های ایران و عراق پخش شد.[۱۲]

## حضور در سوریه
وی پس از یکسال پیگیری راهی سوریه شد. وی در مجموع چهار بار به سوریه رفت. در سفر دوم و سوم وی مسئول آموزش نیروها شد. در آنجا رزمندگان ایرانی، عراقی و افغانستانی را آموزش می‌داد.

## کشته شدن
وی در ۲۳ دی ماه ۱۳۹۴ حین شناسایی جنوب غرب استان حلب و در منطقه خان طومان مورد اصابت خمپاره قرار می‌گیرد و کشته می‌شود.
هنرمندان و فعالین فرهنگی بسیاری از جمله پرویز پرستویی، رخشان بنی اعتماد، تهمینه میلانی، خسرو سینایی، حمید فرخ‌نژاد، محسن امیریوسفی، رؤیا تیموریان، مسعود رایگان، انسیه شاه حسینی، پریوش نظریه، مهتاب کرامتی ،عبدالحسن برزیده، محمد باشه آهنگر، حسن پورشیرازی، جواد افشار، مهرداد صدیقیان، کوروش سلیمانی، سید علی صالحی، مالک حدپور سراج و… در پیام‌هایی جداگانه، ضمن ابراز همدردی با خانواده وی، کشته شدن او را تسلیت گفتند.

## تقدیر در سی و چهارمین جشنواره فیلم فجر
در سی و چهارمین جشنواره فیلم فجر در بهمن ۱۳۹۴ از خانواده وی تقدیر شد و فاطمه معتمد آریا، مهتاب کرامتی، رخشان بنی اعتماد و سیده زهرا حسینی از او تقدیر کرده و با ذکر خاطراتی یاد او را گرامی داشتند.
کتاب «سعید شهید» شامل ۴۰ خاطره از سعید سیاح طاهری است که در دو هزار نسخه به چاپ رسیده‌است.

## اظهارنظرها
- یک زندانی پس از مطالعه کتاب «دا» می‌گوید: «ما مثل مرواریدهایی هستیم که ته لجن‌زار افتادیم. اگر کسی ما را پیدا کند و تمیزمان کند دوباره همان مروارید می‌شویم»[۱۶]
- رخشان بنی اعتماد: «سیاح طاهری نشان داد که می‌شود در عین صبوری، کار کرد».[۱۷]
- فاطمه معتمد آریا: «در «کشتی دوستی» با ایشان آشنا شدم. زمانی که دربارهٔ صلح سخن می‌گفتیم، یک کشتی دوستی در شلمچه، بچه‌های ایرانی و عراقی را همراه خود داشت و ما با بچه‌های هر دو کشور مسیری را طی کردیم و با صلح آشنا شدیم.»[۱۸]
- مهتاب کرامتی: «شهید طاهری نشان داد می‌شود صبور بود، سکوت کرد ولی کار کرد».[۱۹]